# Durchbruch Lok 234
Durchbruch Lok 234 ist der Titel eines deutschen Spielfilms aus dem Jahr 1963 unter der Regie von Frank Wisbar, der nach einem tatsächlichen Ereignis die Flucht von DDR-Bürgern nach West-Berlin mit Hilfe eines von einer Dampflokomotive gezogenen Personenzuges behandelt. Die Erstaufführung war am 24. Oktober 1963.

## Handlung
Der Lokführer Harry Dölling lebt mit seiner Frau Ilse und den Söhnen Arno, Hellmut und Dieter in Oranienburg nördlich von Berlin. Als Harrys ältester Sohn in der Schule auf Befragen seines Lehrers den Vater eines Freundes denunziert, sieht Dölling für sich und seine Familie keine Zukunft mehr im Osten. Er entwickelt den Plan, mit einem Personenzug die Grenze hinter der Station Albrechtshof zu durchbrechen. Dies ist die Grenzstation, über die noch ein Gleis nach West-Berlin führt. Er meldet sich für Sonderschichten und wird auch tatsächlich wegen Personalmangels für die Strecke eingeteilt. Doch für Vorbereitungen bleibt nur noch wenig Zeit.
Ilse willigt nur unter der Bedingung ein, dass die Verwandten ebenfalls mitkommen können. Am Tag der Flucht besteigen auch normale Fahrgäste neben denjenigen, die von dem Vorhaben wissen, den Zug. Der zugeteilte Heizer Krause möchte genauso in den Westen. Die Spannung steigt während der Fahrt. Eisenbahner und Transportpolizisten schöpfen Verdacht. Doch schließlich durchbricht die Lokomotive mit dem Personenzug die Grenze und kommt auf West-Berliner Gebiet zum Stehen. Harry Dölling und seine Gefährten sind glücklich über die gelungene Flucht.

## Hintergründe

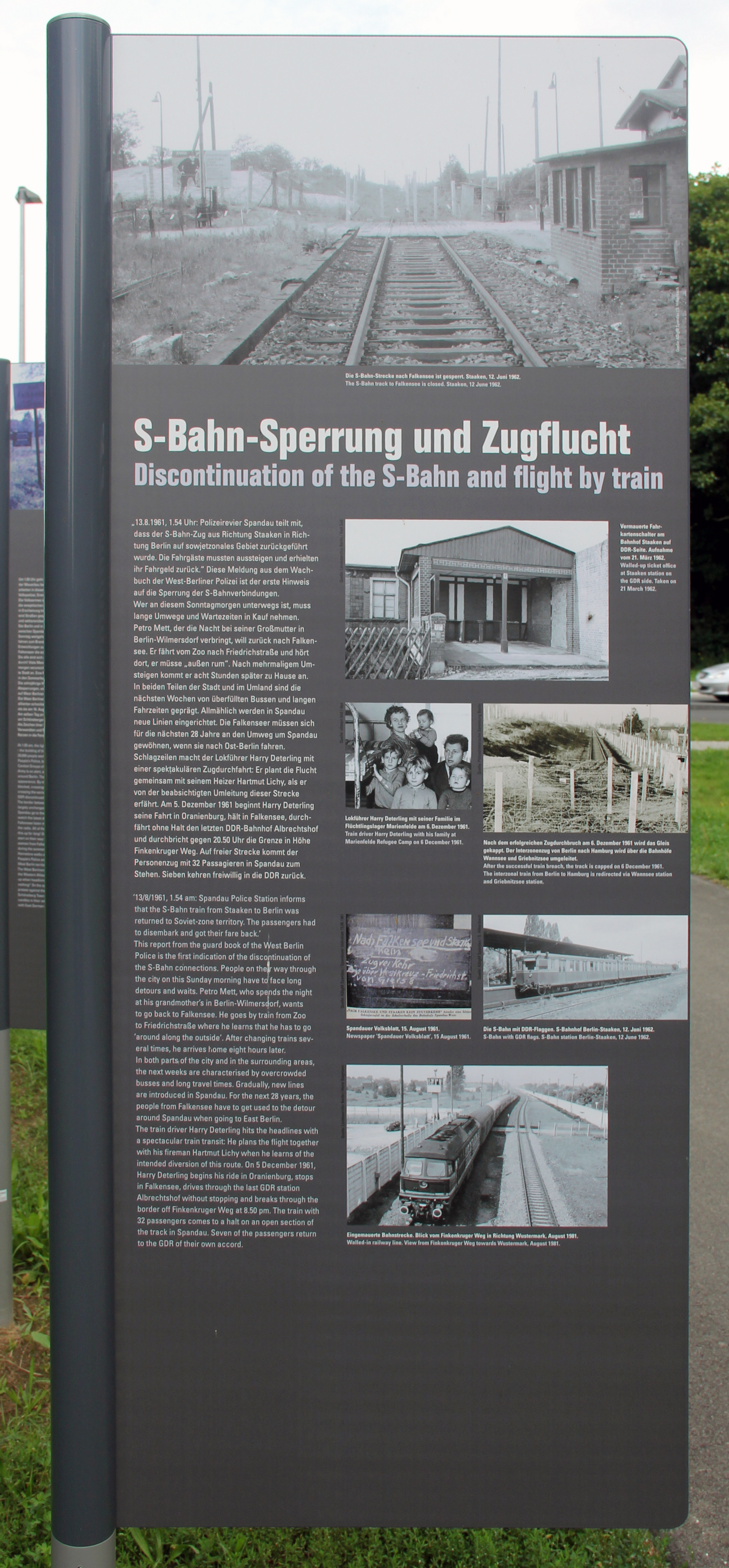
Gedenktafel Bürgermeistergarten (Falkensee)

Der vom 16. April bis zum 5. Juni 1963 in und um Geesthacht an der Bergedorf-Geesthachter Eisenbahn gedrehte Film beruht auf einer wahren Begebenheit vom 5. Dezember 1961. Damals gelang dem Lokführer Harry Deterling und seinem Heizer Hartmut Lichy, zusammen mit mehreren Familien, mit einer Dampflok und acht Personenwagen von Oranienburg aus über die Bahnstrecke Berlin–Hamburg und nach Durchfahren des letzten fahrplanmäßigen Halts Albrechtshof kurz vor der Staatsgrenze die Flucht nach West-Berlin.
Insgesamt flohen an diesem Abend gegen 20.40 Uhr mit dem Zug, der fahrplanmäßig um 19.33 Uhr ab Oranienburg verkehrte, 25 Personen aus der DDR. Die Medien der DDR berichteten anschließend, dass es sich dabei um einen „verbrecherischen Anschlag auf den Interzonenzug aus Hamburg“ gehandelt habe. In der Nacht vom 6. zum 7. Dezember 1961 wurde die Strecke dann endgültig unterbrochen. Arbeitstrupps wurden beobachtet, als sie 20 Meter vor der Grenze zu West-Berlin Schienen und Schotter entfernten.
Anders als im Film, in dem der Fluchtzug von einer Dampflok der Baureihe 38 (genauer: der 38 3239) gezogen wurde, war es in Wirklichkeit eine Tenderlok der Baureihe 78 (die 78 079), die den Zug zog.
Ursprünglich war für den Titel des Films Endstation Freiheit ausgewählt worden. Für die Hauptrolle war der frühere DEFA-Schauspieler Dietrich Kerky vorgesehen. Seine Ehefrau sollte von Barbara Rütting dargestellt werden.

## Kritiken
„Die Flucht des Lokführers Harry Deterling aus der DDR, der am 5. Dezember 1961 mit seinem Personenzug über das einzige noch freie Gleis nach West-Berlin durchbrach, als Vorlage für ein actionbetontes, reichlich schablonenhaftes Drehbuch, das vor allem in der Zeichnung der Randfiguren versagt.“

„Auf tatsächlicher Begebenheit beruhender Versuch eines deutschen Zeitfilms, der aber an mangelhafter Motivation, unzureichendem Drehbuch und Überforderung von Regie und Darstellern scheitert und zu einem auch filmisch unbewältigten Abenteuer absinkt.“